# Mottier
Mottier é uma comuna francesa na região administrativa de Auvérnia-Ródano-Alpes, no departamento de Isère. Estende-se por uma área de 10,72 km². Em 2010 a comuna tinha 755 habitantes (densidade: 70,4 hab./km²).